# Asbury Lake, Florida
Asbury Lake är en ort (CDP) i Clay County, i delstaten Florida, USA. Enligt United States Census Bureau har orten en folkmängd på 8 700 invånare (2010) och en landarea på 44,1 km².